# Bono di Milano
Bono, o Buono (Milano, ... – Milano, 23 gennaio 822), è stato un arcivescovo italiano.
Fu arcivescovo di Milano dall'818 all'822.

## Biografia
Secondo una tradizione durata almeno fino al XIX secolo, veniva presentato come membro della famiglia aristocratica milanese dei Castiglioni.
Bono fu eletto arcivescovo di Milano nell'818 e viene ricordato in particolare per esseri prodigato largamente presso la popolazione milanese in occasione delle alluvioni che colpirono la Pianura Padana nell'820.
Nell'818 donò le reliquie di Sant'Aurelio a Notingo, vescovo di Vercelli, che le collocò nella sua chiesa e successivamente le portò in Germania, suo paese d'origine, nell'Abbazia di Hirsau.
Morì a Milano il 23 gennaio 822 e fu sepolto nella Basilica di Sant'Ambrogio.